# Giun
Giun là loài sống dưới đất
- Giun dẹp
- Giun tròn
- Giun đốt

Giun còn có thể chỉ các loài giun biển, cũng như các loài thuộc Bộ Không chân của lớp Lưỡng cư. Trong nhiều ngôn ngữ, vì giun và sâu có hình dạng khá giống nhau nên chúng được gọi bằng một tên chung.
Nhìn chung giun là các loài vật ký sinh, ở người có các loại giun ký sinh là giun lươn, giun móc, giun tóc, giun kim